# Def Soul
Def Soul est un label discographique américain de soul et RnB, anciennement basé à New York, dans l'État de New York, actif entre 1996 et 2011.

## Histoire
Def Soul est fondé lorsque Def Jam, jusqu'alors orienté rap, a signé le premier artiste RnB du label Montell Jordan en 1996. Au milieu des années 1990, le new jack swing et le RnB sont en vogue et de nouveaux labels comme Bad Boy Records de Puff Daddy ou So So Def de Jermaine Dupri dominent le marché de ce genre. Alors pour s'assurer de rester leader Def Jam, en plus de Montell Jordan (qui a quitté le groupe Def Jam en 2002), font signer de nouveaux talents comme notamment Musiq Soulchild, Kelly Price, Christina Milian, Aaron Soul, Terri Walker, Dru Hill, 112, Patti LaBelle et The Isley Brothers. Ce sera un succès jusqu'aux années 2000. Avec l'arrivée de nouveaux labels de hip-hop et RnB comme Murder Inc. (avec comme égérie RnB Ashanti) ou Roc-A-Fella Def Soul perd des artistes et donc de sa crédibilité. 
Def Soul ferme en 2011 et est consolidé au sein de Def Jam.

## Groupes et artistes
Les groupes et artistes comprennent : Montell Jordan, Dru Hill, Sisqó, Kelly Price, Terri Walker, Case, Musiq Soulchild, Patti LaBelle, 3rd Storee (désormais appelé Chapter 4 et signé chez J Records), LovHer, The Isley Brothers, Christina Milian (managé par Murder Inc.), 112, et Chrisette Michele.